# 萬代悟
萬代 悟（まんだい さとる、1952年-）は、日本の教育工学者。武庫川女子大学 名誉教授。専門は教育工学、情報教育。大阪府堺市出身。

## 略歴
- 1971年3月：大阪府立三国丘高等学校卒業
- 1976年3月：大阪大学工学部応用物理学科卒業
- 1978年3月：大阪大学大学院工学研究科応用物理学専攻博士課程前期修了
- 1978年4月：大阪府立佐野高等学校教諭
- 1986年4月：大阪府立三国丘高等学校教諭
- 1990年4月：武庫川女子大学文学部人間関係学科講師(短期大学部人間関係学科)
- 1993年4月：武庫川女子大学文学部人間関係学科助教授(短期大学部人間関係学科)
- 2001年4月：武庫川女子大学文学部教育学科教授(短期大学部幼児教育学科)

## 著書

### 単著
- 『マルチメディア入門－画像・動画・音楽ツールの活用でホームページ作製－』(実教出版、2003年)
- 『WindowsXP対応　OfficeXPの基礎』(綜文館、2002年)
- 『Windows95/NT4.0の基本&Excel入門』(綜文館、1997年)
- 『PC-8001MKⅡ FANBOOKS 3(CAI入門／３Ｄグラフィックス事例集)』(技術評論社、1984年3月)

### 共著
- 『Lotus 1-2-3入門(共著)』(綜文館、1993年)